# Batos V
Batos V fou rei de Cirene, fill d'Arcesilau IV.
Membre de la dinastia dels Batíades, que va donar vuit reis, els quals alternativament s'anomenaren Batos i Arcesilau, Batos V va pujar accedir al tron del Cirene al morir el seu pare. Però al proclamar-se la república, Batos va fugir a Hespèrides on fou assassinat i el seu cap tirat al mar com a símbol de l'extinció de la dinastia, a una data propera al 450 aC.